# Ford Fusion (Europa)
De Europese versie van de Ford Fusion is een mini-MPV met voorwielaandrijving, op basis van de Fiesta. De Fusion werd van 2002 tot 2012 verkocht door de Amerikaanse autofabrikant Ford.
Bij het ontwerpen van de Fusion is de reeds bestaande Fiesta als basis genomen. Ford wilde van de Fusion een stoerdere uitstraling geven en maakte de Fusion 8cm hoger en 10cm langer dan de Fiesta.
De Fusion die in Nederland te koop was, was alleen beschikbaar voor de Europese en Indiase markt. In Brazilië is een iets aangepaste versie te koop onder de naam Ford EcoSport. De tweede generatie van de EcoSport is sinds 2014 ook in Europa verkrijgbaar. In de Verenigde Staten is ook model genaamd Fusion te koop maar dat is een volledig andere auto dan de Europese versie. De Amerikaanse uitvoering is een sedan en heeft afgezien van de naam geen enkel verband met de Europese versie.

## Trivia
- De naam Fusion wordt ook in verband gebracht met de Focus; het was de naam van de Ford Focus voordat hij in productie ging.